# 外務省 (イタリア)
外務・国際協力省（がいむ・こくさいきょうりょくしょう、イタリア語: Ministero degli affari esteri e della cooperazione internazionale, MAECI）は、イタリアの外交、通商を担当する行政機関。長（閣僚）はアントニオ・タイヤーニ。

## 概要
現在のイタリアの基礎となったサルデーニャ王国の国家外務事務局が前身で、イタリア王国の成立宣言と同時に改称、設立された。当初はコンスルタ宮殿にあったが、1922年にキージ宮殿へ移転。その後1959年に現在のファルネジーナ宮殿に移る。

## 歴代外相
2001年以降の外相は下記の通り。
|  | 氏名                                   | 在任期間                        | 所属政党                | 内閣                          |
|  | -------------------------------------- | ------------------------------- | ----------------------- | ----------------------------- |
|  | レナート・ルジェロ                     | 2001年6月11日 – 2002年1月6日    | 無所属                  | 第2次ベルルスコーニ内閣       |
|  | シルヴィオ・ベルルスコーニ（首相兼任） | 2002年1月6日 – 2002年11月14日   | フォルツァ・イタリア    | 第2次ベルルスコーニ内閣       |
|  | フランコ・フラッティーニ               | 2002年11月14日 – 2004年11月18日 | フォルツァ・イタリア    | 第2次ベルルスコーニ内閣       |
|  | ジャンフランコ・フィーニ               | 2004年11月18日 – 2006年5月17日  | 国民同盟                | 第3次ベルルスコーニ内閣       |
|  | マッシモ・ダレマ                       | 2006年5月17日 - 2008年5月8日    | 左翼民主主義者 / 民主党 | 第2次ロマーノ・プローディ内閣 |
|  | フランコ・フラッティーニ               | 2008年5月8日 - 2011年11月16日   | 自由の人民              | 第4次ベルルスコーニ内閣       |
|  | ジュリオ・テルツィ・ディ・サンターガタ | 2011年11月16日 – 2013年3月27日  | 無所属                  | モンティ内閣                  |
|  | マリオ・モンティ（首相兼任）           | 2013年3月27日 – 2013年4月28日   | 無所属                  | モンティ内閣                  |
|  | エンマ・ボニーノ                       | 2013年4月28日 - 2014年2月22日   | イタリア急進主義者      | レッタ内閣                    |
|  | フェデリカ・モゲリーニ                 | 2014年2月22日 - 2014年10月31日  | 民主党                  | レンツィ内閣                  |
|  | パオロ・ジェンティローニ               | 2014年10月31日 - 2016年12月12日 | 民主党                  | レンツィ内閣                  |
|  | アンジェリーノ・アルファノ             | 2016年12月12日 - 2018年6月1日   | 人民の選択肢            | ジェンティローニ内閣          |
|  | エンツォ・モアヴェロ・ミラネージ       | 2018年6月1日 - 2019年9月5日     | 無所属                  | 第1次コンテ内閣               |
|  | ルイージ・ディマイオ                   | 2019年9月5日 - 2022年10月22日   | 五つ星運動              | 第2次コンテ内閣 ドラギ内閣    |
|  | アントニオ・タイヤーニ                 | 2022年10月22日 - 現職           | フォルツァ・イタリア    | メローニ内閣                  |